# 1648 Shajna
Shajna (asteróide 1648) é um asteróide da cintura principal, a 1,7728584 UA. Possui uma excentricidade de 0,2070075 e um período orbital de 1 220,96 dias (3,34 anos).
Shajna tem uma velocidade orbital média de 19,92004297 km/s e uma inclinação de 4,56623º.
Esse asteróide foi descoberto em 5 de Setembro de 1935 por Pelageja Shajn.